# هانز هوتيغ
هانز هوتيغ (5 أبريل 1894 في دريسدن - 23 فبراير 1980 في فاخنهايم ) كان ضابطًا ألمانيًا من شوتزشتافل (SS) وقائد معسكر اعتقال نازي.

## السنوات المبكرة
ولد هانز هوتيغ في 5 أبريل 1894.  ابن نجار، فتح والده في نهاية المطاف متجرًا لبيع معدات التصوير الفوتوغرافي، وأصبح هذا تجارة عائلية.  :191 أرسل إلى مدرسة داخلية في جنوب ألمانيا حاول دخول الجيش في عام 1911 لكنه فشل في الامتحان وعاد إلى المنزل للعمل كبائع في متجر والده. :192 في وقت مبكر من عام 1914، غادر المحل ليأخذ وظيفة مع شركة استيراد وتصدير في شرق أفريقيا الألمانية. :192

## الانضمام إلى النازيين
عاد إلى ألمانيا في مارس 1920، حيث عمل في البداية في المتجر مرة أخرى قبل شغل عدد من الوظائف الكتابية.  :192 انضم إلى الخوذة الحديدية، رابطة جنود الجبهة في عام 1925 على الرغم من أنه ادعى أن هذا كان إلى حد كبير للشعور بالانتماء وليس بسبب أي قناعات سياسية عميقة. :193 بعد العمل في متجر التصوير الفوتوغرافي الخاص به (الذي أغلق في عام 1930)، انضم إلى شوتزشتافلفي مارس 1932 في سن 37 كمتطوع غير مدفوع الأجر وانضم إلى الحزب النازي بعد ذلك بوقت قصير. :193